# Luigi Chinetti

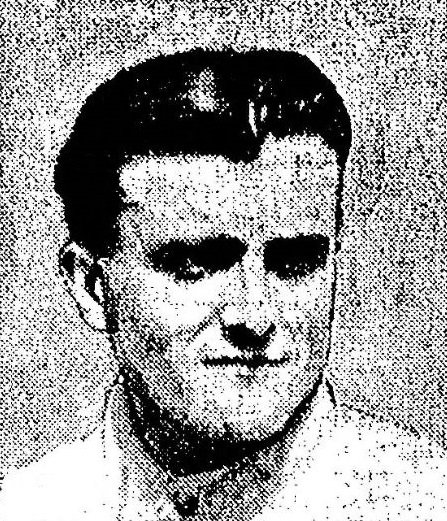
Luigi Chinetti in 1935.

Luigi Chinetti (Jerago con Orago, 17 juli 1901 - Greenwich, Connecticut, 17 augustus 1994) was een Italiaans autocoureur met de Amerikaanse nationaliteit. Hij won driemaal de 24 uur van Le Mans en tweemaal de 24 uur van Spa-Francorchamps.

## Carrière
Chinetti begon zijn autosportcarrière in 1917 toen hij aan de slag ging als monteur bij Alfa Romeo. In de periode na de Eerste Wereldoorlog kreeg hij een status binnen het merk vanwege zijn kwaliteiten als test- en ontwikkelingsrijder in de race-afdeling. Hij ontmoette hier onder meer Enzo Ferrari en Antonio Ascari, voor wie hij monteur en co-coureur was. In deze hoedanigheid was hij in 1925 aanwezig bij het dodelijke ongeluk van Ascari. Hierna accepteerde Chinetti een aanbod van Alfa Romeo om aan de slag te gaan als verkoper van raceauto's in Frankrijk. Hij verkocht auto's aan zogeheten gentleman drivers en richtte het raceteam Scuderia Chinetti op.
Terwijl hij zijn eigen raceteam oprichtte, begon Chinetti ook zelf deel te nemen aan autoraces. In 1932 debuteerde hij in een Alfa Romeo 8C 2300 LM in de 24 uur van Le Mans. Samen met Raymond Sommer wist hij direct deze race te winnen. In 1933 won hij ook, samen met Louis Chiron, de 24 uur van Spa-Francorchamps. In 1934 behaalde hij zijn tweede Le Mans-zege, die hij deelde met Philippe Étancelin.
Toen de Tweede Wereldoorlog uitbrak, emigreerde Chinetti naar de Verenigde Staten. Tijdens de oorlog werkte hij voor een importeur. In 1946 werd hij genaturaliseerd tot Amerikaan. Na de oorlog hervatte hij zijn racecarrière. In 1949 behaalde hij in een Ferrari 166 MM met Peter Mitchell-Thomson zijn derde Le Mans-zege. Dat jaar won hij ook zijn tweede 24 uur van Spa-Francorchamps, samen met Jean Lucas. In 1951 won hij met Piero Taruffi de Carrera Panamericana in een Ferrari 212 Inter Vignale.
In 1953 beëindigde Chinetti zijn carrière als coureur en werd hij de exclusieve importeur van Ferrari's in Noord-Amerika. Hij bleef tientallen jaren de enige Amerikaanse importeur van het merk. Zo opende hij de eerste Ferrari-dealer in de Verenigde Staten en leverde hij auto's aan het hele gebied ten oosten van de Mississippi, wat neerkomt op ongeveer de helft van de oppervlakte van het land. In 1958 richtte hij het North American Racing Team op, dat altijd met Ferrari's reed. Het team kwam uit in onder meer het World Sportscar Championship en in de Noord-Amerikaanse races van de Formule 1. Het team won onder meer de 24 uur van Le Mans in 1965, met Jochen Rindt en Masten Gregory als coureurs. Het team hield in 1982 op te bestaan.
Na zijn pensioen in 1977 bleef Chinetti in Greenwich wonen, waar hij in 1994 op 93-jarige leeftijd overleed.